# 짐 맥멀런

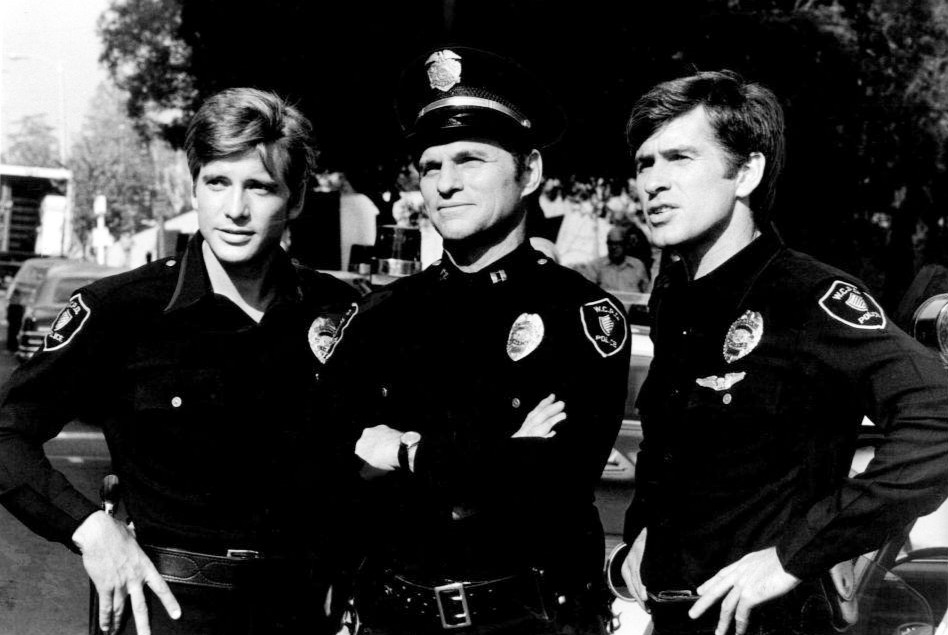

짐 맥멀런(Jim McMullan, 1936년 10월 13일 ~ 2019년 5월 31일)은 미국의 배우, 텔레비전 배우이다.
롱비치에서 태어났다.

## 영화
- 파이널 카운트 (1997년)
- 오스틴 파워 - 제로 (1997년)
- 루시퍼 (1997년)
- 배트맨 4 - 배트맨과 로빈 (1997년)
- 애증의 심판 (1994년)
- SOS 해상 구조대 (1989년)
- SOS 베이루트행 847 (1988년)
- 항공 구조대 (1987년)
- 탐정수첩 (1983년)
- 더 폴 가이 (1981년)
- 엄마가 작아졌어요 (1981년)
- 쉬즈 드레스트 투 킬 (1979년)
- 달라스 (1978년)
- 특수기동대 (1975년)
- 명탐정 바나비 존즈 (1973년)
- 더 영 앤 더 레스트리스 (1973년)
- 샌프란시스코 수사반 (1972년)
- 다운힐 레이서 (1969년)
- 괴짜 백만장자 (1967년)
- 셰넌도어 (1965년)